# Vicente Roig i Villalba
Vicente Roig i Villalba (Guadassuar, 29 d'agost de 1904 - 6 d'abril de 1977) fou un religiós valencià, primer Bisbe de Valledupar.
Va estudiar humanitats a Massamagrell, entrant en l'ordre caputxina el 22 de juliol de 1922. Va estudiar filosofia i teologia a Oriola, sent ordenat Sacerdot el 17 de desembre de 1927.
És destinat a Colòmbia el 15 de desembre de 1945, sent designat com a primer Bisbe de la Diòcesi de Valledupar el 25 de abril del 1969. El seu cadàver va ser exposat a la veneració dels fidels, i se celebrà una missa de resurrecció a pública plaça. Les seues restes descansen a la Catedral.